# Ханжа (фільм)
Ханжа́ (англ. Sanctimony) — трилер 2000 року.

## Сюжет
Серія звірячих вбивств перетворила Сієтл в місто страху. Нещасні жителі із завмиранням серця чекають повідомлень про наступну жертву. Спотворені обличчя трупів стали візитною карткою жорстокого маніяка на прізвисько «Веселун». Детективи Джим Ренарт і Дороті Сміт взялися за розслідування цієї заплутаної справи. Криваві сліди безжалісного вбивці кожен раз заводять їх у глухий кут, поки не оголошується загадковий Том Геррік — ексцентричний мільйонер, що виявив труп останньої жертви. Виїжджаючи на місце злочину, детективи не підозрюють, в яку жахливу пастку заманив їх підступний маніяк.

## У ролях
| Актор            | Роль                 |
| ---------------- | -------------------- |
| Каспер ван Дін   | Том Геррік           |
| Майкл Паре       | Джим Ренарт          |
| Ерік Робертс     | лейтенант            |
| Дженніфер Рубін  | Дороті Сміт          |
| Кетрін Оксенберг | Сьюзан Ренарт        |
| Майкл Расмуссен  | доктор Фрике         |
| Таня Райхерт     | Єва                  |
| Девід Міллберн   | Пітер                |
| Біргіт Стейн     | Сандра               |
| Майкл Гелбарт    | режмсер              |
| Кен Камрі        | криміналіст          |
| Марні Елтон      | Тіна                 |
| Натаніель Дево   | ток-шоу              |
| Нельс Леннарсон  | ветеран              |
| Долорес Дрейк    | жінка                |
| Адам Херрінгтон  | Хенк                 |
| Грег Барр        | людина з камерою     |
| Річард Лікок     | поліцейський 1       |
| Девід Кей        | адвокат Тома         |
| Норма Джин Вік   | жінка                |
| Крістал Лоу      | Вірджинія            |
| Кайл Кессі       | молодий поліцейський |
| Бенц Антуан      | вибивала             |
| Ендрю Лоренсон   | бос Тома             |
| Анжеліка Лібера  | офіціантка           |